# SC Eintracht 09 Großdeuben
SC Eintracht 09 Großdeuben is een Duitse voetbalclub uit Großdeuben, een deelgemeente van Böhlen, Saksen.

## Geschiedenis
De club werd opgericht in 1909 als SC Eintracht 09 Probstdeuben. De eerste wedstrijd werd met 25:0 verloren tegen de Gautzscher Sachsen. De club sloot zich in 1911 aan bij de Midden-Duitse voetbalbond en ging daar in de Noordwest-Saksische competitie spelen. Tijdens de Eerste Wereldoorlog sneuvelden 18 leden van de club. In 1933 werd de club kampioen in de derde klasse en promoveerde zo naar de tweede klasse. Echter werd de competitie ontbonden en de Gauliga Sachsen werd nu de hoogste klasse voor Saksen en daaronder stond de Leipzigse competitie waar de club nu in de tweede klasse speelde, wat dus eigenlijk de derde klasse was. In 1934 werd Probstdeuben een deel van Großdeuben en werd de naam ook gewijzigd. Tot aan het einde van de Tweede Wereldoorlog pendelde de club tussen de tweede en derde klasse.
Na de oorlog werden alle Duitse clubs ontbonden en werd heropgericht als SG Großdeuben. In 1949 werd de naam gewijzigd in SG Harth 49. Harth is de naam van een bos in Großdeuben. Een jaar later nam de club het BSG-statuut aan en werd BSG Einheit Harth. In 1955 werd de naam BSG Aktivist Großdeuben-Böhlen, in deze tijd was Großdeuben nog geen deelgemeente van Böhlen. In 1960 werd dan de naam BSG Aktivist Großdeuben aangenomen. Van 1968 tot 1975 speelde Aktivist in de Bezirksklasse (vierde klasse van Oost-Duitsland). In 1969 werd Aktivist in Chemie gewijzigd.
Na de Duitse hereniging was de club een van de weinige die nog enkele jaren de Oost-Duitse naam bleef behouden, pas in 1993 werd opnieuw de historische naam aangenomen.